# Pinellia
Pinellia es un género de plantas con flores de la familia Araceae. es originario de China y de las regiones templadas del este de Asia.

## Descripción
Sus especies son comúnmente llamados Green Dragons debido al color y la forma de la inflorescencia, que posee una zona de color verde, la espata con forma de capucha de la que sobresale una larga lengua como la extensión de la espádice.  Las hojas varían mucho en su forma entre las diferentes especies, desde simples y  cordadas a compuestas con tres a muchos foliolos. Pinellia se reproduce rápidamente a partir de semillas y muchas especies también producen bulbillos en las hojas. Ambas características han permitido que algunas especies se hayan convertido en malezas en las zonas templadas fuera de su área de origen, en particular, P.pedatisecta  y P.ternata en el este de América del Norte.

## Taxonomía
El género fue descrito por Michele Tenore y publicado en Atti della Reale Accademia delle Scienze : Sezione della Societa Reale Borbonica 4: 69. 1839. La especie tipo es: Pinellia tuberifera

## Especies
- Pinellia browniana
- Pinellia cordata
- Pinellia fujianensis
- Pinellia integrifolia
- Pinellia koreana
- Pinellia pedatisecta
- Pinellia peltata
- Pinellia polyphylla
- Pinellia ternata
- Pinellia tripartita
- Pinellia tuberifera
- Pinellia yaoluopingensis